# Banzi
Banzi (antiga Bantia) és una vila de 1.456 situada a la província de Potenza.

## Història
Bantia (en grec antic: Βαντία) va ser una ciutat dels lucans, segons Plini el Vell, encara que Titus Livi la situa a Apúlia, cosa que també fa el comentarista d'Horaci Heleni Acró. Es trobava a uns 20 km de Venúsia. Avui és l'abadia de Santa Maria di Banzi, a la vora de la qual encara es troben algunes ruïnes. La fusta de la zona, d'anomenada en temps dels romans, encara és important, i es concentra al Bosco dell'Abadia.
L'any 208 aC els cònsols romans Marc Claudi Marcel i Tit Quinti Crispí van acampar a la zona. Claudi Marcel va morir en la lluita subseqüent i Tit Quinti va quedar ferit de gravetat.
Va ser un municipi romà durant l'Imperi. De la ciutat és la tauleta anomenada Tabula Bantina, descoberta el 1790 a Oppido (a uns 15 km de Banzi) que esmenta un plebiscit romà sobre un afer municipal escrit en llatí i en osc.